# بلیچرز
بلیچرز (به انگلیسی: Bleachers) یک گروه ایندی پاپ آمریکایی است که در نیوجرسی مستقر است. جک آنتونوف ترانه‌نویس و تهیه‌کننده ضبط و نام اصلی ابن گروه است. وی همچنین بخشی از اعضای گروه فان، استیل‌ترین و رد هرز است. موسیقی پاپ بلیچرز به شدت تحت تأثیر کارهای اواخر دهه ۸۰، اوایل دهه ۹۰ میلادی و فیلم‌های دبیرستانی جان هیوز در حالی که هنوز از تکنیک‌های تولید مدرن استفاده می‌کردند است. اولین تک‌آهنگ آن‌ها «می‌خواهم بهتر شوم» در ۱۸ فوریه ۲۰۱۴ منتشر شد.

## اعضای گروه
در حالی که آنتونوف اکثر سازهای درون استودیویی را اجرا می‌کند، برای اجرای زنده با گروه همراهی می‌کند.
- جک آنتونوف
- اوان اسمیت
- میکی هرت
- شون هاچینسون
- مایک ریدلبرگر

## ترانه‌شناسی

### آلبوم‌های استودیویی
| عنوان             | اطلاعات آلبوم                                                                            | موقعیت در جدول‌ها | موقعیت در جدول‌ها      | موقعیت در جدول‌ها | موقعیت در جدول‌ها |
| عنوان             | اطلاعات آلبوم                                                                            | ایالات متحده     | ایالات متحده آلترنایو | ایالات متحده راک | کانادا           |
| ----------------- | ---------------------------------------------------------------------------------------- | ---------------- | --------------------- | ---------------- | ---------------- |
| تمایل عجیب        | - انتشار: ۱۰ ژوئیه ۲۰۱۴ (ایالات متحده) - ناشر: آرسی‌ای - قالب: سی‌دی، دانلود دیجیتال، ال‌پی | ۱۱               | ۲                     | ۲                | ۱۹               |
| اکنون از دست رفته | - انتشار: ۲ ژوئن ۲۰۱۷ (ایالات متحده) - ناشر: آرسی‌ای - قالب: سی‌دی، دانلود دیجیتال، ال‌پی   | ۴۴               | ۶                     | ۹                | ۹۲               |